# Francesco Palladino
Francesco Palladino (Paciano, 1º settembre 1943) è un giornalista e saggista italiano.

## Biografia
Studia Scienze politiche alla Sapienza - Università di Roma e collabora dal 1962 al quotidiano Il Tempo, edizione della Sardegna. Da settembre 1964 a dicembre, frequenta l’Accademia Aeronautica di Pozzuoli dove diventa ufficiale. Nel 1965 viene trasferito alla Base Aerea interforze di Decimomannu (Cagliari) dove ricopre l’incarico di Comandante del settore Difesa. Diventa pubblicista dal 1965 e professionista dal 1970. Nel 1967 scrive per il settimanale Vita, per il mensile Successo e per Concretezza (rivista politica quindicinale di Giulio Andreotti, diretta da Giorgio Ceccherini); nel 1969 entra nella redazione del settimanale della Rizzoli Oggi (direttore Vittorio Buttafava) di cui diventa inviato speciale (fino agli anni Duemila).
Dal 1974 è giornalista parlamentare e segue, per Oggi, le vicende politiche nazionali. Collabora con il settimanale Il Mondo, diretto da Arrigo Benedetti, con Il Sole 24 Ore, con Il Messaggero per le pagine di economia e borsa, con Capital e Quattroruote. Nel periodo di massima attività delle Brigate Rosse collabora, per i rapporti con la stampa, col ministro della Giustizia Francesco Paolo Bonifacio (1976-79).
Dal 2009 scrive per il sito web dell'associazione Libertà e Giustizia e collabora con il periodico dell'Anppia (Associazione Nazionale Perseguitati Politici Italiani Antifascisti) L'Antifascista, diretto da Antonella Amendola. Dallo stesso anno è revisore dei conti dell'Associazione stampa parlamentare, di cui cura anche il sito internet. Da più di dieci anni contribuisce a finanziare l’Accademia nazionale di Santa Cecilia di Roma (è tra i ‘Sostenitori’). A novembre 2017 viene colpito improvvisamente da una patologia autoimmune ai centri nervosi, la miastenia gravis (priva di forze il malato)
È sposato con Clara e padre di due figlie, Francesca ed Enrica, ha quattro nipoti, Giacomo, Gabriele, Annalisa, Eleonora.

## Opere
- La legge cancellata. La Corte costituzionale nella società italiana, Torino, Società Editrice Internazionale (SEI), 1976.
- Se il Pci va al governo. Milano, Sperling & Kupfer, 1978.

## Premi
Per il libro sulla Corte costituzionale ha ricevuto la Medaglia d'oro del Presidente della Repubblica (Giovanni Leone) al premio Campione d'Italia nel 1977 . È tra i vincitori del Premio Ischia internazionale di giornalismo (1984) per la sezione periodici.